# Johan Retief
Johan Retief, južnoafriški admiral, * 20. marec 1946.
Retief je bil načelnik Južnoafriške vojne mornarice (2000–2005).